# 斯特罗伊克拉米卡
斯特罗伊克拉米卡（羅馬化：Stroykeramika）是俄罗斯萨马拉州的市级镇，为该州伏尔加区规模最大聚居地。地处萨马拉州中部，位于区行政中心及州府萨马拉东偏北侧，毗邻斯梅什利亚耶夫卡镇。有伏尔加河流域萨马拉河一支流帕多夫卡河（Падовка）流经。
该地2022年人口有17,630人；2010年人口7,322人；2002年人口7,425人。